# Edifici de la Caixa de Pensions per a la Vellesa i d'Estalvis (Vielha)
La Caixa de Pensions per a la Vellesa i d'Estalvis és un edifici a Vielha (l'Aran). L'edifici, aïllat, ocupa un solar amb àmplia façana al peu de la carretera del Port de la Bonaigua. El caracteritza la simetria, que es desplega a partir d'un eix central en què s'hi disposa la generosa porta d'accés, amb arc de mig punt, sobre la qual hi ha un finestral geminat, dividit per mainells estriats, i un grup de respiralls (una estilització de les obertures de les torres araneses), tot ells, hostatjats al pinyó que sobresurt de la línia de façana. A més, el grup central acull, a banda i banda de la porta, una finestra protegida d'una reixa de ferro forjat i, al primer pis, un òcul. Als extrems, el programa d'obertures consta de tres finestres de mig punt, a la planta baixa, i tres més al primer pis, aquestes amb llinda i ampits pronunciats dels quals sobresurten suports per a testos, tradicionals a l'arquitectura de muntanya. La teulada és de vessants compostos, coberta amb teula de pissarra, i conté obertures en mansarda. El cobriment de les façanes es fa amb maçoneria, que contrasta amb els emmarcaments de les obertures, fets de pedra ben escairada. Pericas considerava que els detalls descrits havien de proporcionar "un carácter completamente comarcal a la construcción".
Després d'un període de fort creixement, durant la dècada dels 1930 del segle xx, la Caixa de Pensions per a la Vellesa i d'Estalvis va reprendre, passada la Guerra Civil, l'obertura de noves oficines al territori català. En aquest context, va encarregar a Josep M. Pericas el projecte de quatre edificis a l'Aran i la Cerdanya que, a més de les oficines, acollissin altres serveis relacionats amb l'obra social de l'entitat. L'arquitecte va respondre, segons afirma J.M. Puigvert, amb uns edificis que "mostren trets de monumentalitat i la voluntat de fer una arquitectura representativa amb continguts simbòlics". A l'Aran, Vielha va ser una de les viles que va disposar de noves oficines de La Caixa a partir del 1948.